# Tromjogan
Der Tromjogan (russisch Тромъёган; auch Tromjegan, Trom-Jugan) ist ein 581 km langer rechter Nebenfluss des Ob in Westsibirien (Russland).

## Verlauf
Der Tromjogan entfließt dem in 139 m Höhe auf dem Sibirischen Landrücken (Sibirskije Uwaly), der das Westsibirische Tiefland in west-östlicher Richtung durchzieht, gelegenen kleinen See Torymjawintyjlor (Торымявинтыйлор; auch Jachomolto, Jagmot-To), im Norden des Autonomen Kreises der Chanten und Mansen/Jugra nahe der Grenze zum Autonomen Kreis der Jamal-Nenzen. Der Fluss durchfließt das sumpfige und extrem seenreiche Tiefland in vorwiegend südlicher bis südöstlicher Richtung, wobei er zumeist stark mäandriert.
Bei der Einmündung des bedeutendsten, linken Nebenflusses Agan – andere sind Njatlongajagun (Нятлонгаягун), Entl-Imijagun (Энтль-Имиягун) und Ingujagun (Ингуягун), alle von links – wendet sich der Fluss nach Südwesten und nimmt wenig später den Ob-Nebenarm Lagarma (auch Ust-Lagar) auf. Ab hier folgt der Tromjogan noch auf knapp 50 Kilometern den Hauptarm des Ob in einer Entfernung von 5 bis 10 Kilometern und mündet schließlich in dessen Nebenarm Sanin, etwa 15 Kilometer östlich der Großstadt Surgut.
Der Tromjogan ist im Unterlauf stellenweise über 300 m breit und über 2 m tief; die Fließgeschwindigkeit beträgt 0,5 m/s.

## Hydrographie
Das Einzugsgebiet umfasst 55.600 km². In Mündungsnähe beträgt die mittlere Durchflussmenge 425 m³/s, beim Dorf Jermakowo 160 km oberhalb der Mündung und oberhalb der Einmündung des Agan, noch 113 m³/s bei einem Minimum von 31,8 m³/s im März und einem Maximum von 362 m³/s im Juni.
Der Tromjogan gefriert zwischen Oktober/Anfang November und Mai.

## Wirtschaft und Infrastruktur
Der Tromjogan ist ab dem Dorf Russkinskaja schiffbar. Als Binnenwasserstraße gilt er auf 235 Kilometern bis zur Einmündung des Ob-Nebenarmes Lagarma; weiter verläuft die Wasserstraße statt auf dem Tromjogan auf dem Hauptarm des Ob.
Praktisch das gesamte Einzugsgebiet des Tromjogan liegt im Bereich der westsibirischen Erdöl- und Erdgaslagerstätten und ist daher durch (meist unbefestigte) Straßen erschlossen, die der Erkundung und Förderung dieser Rohstoffe dienen. Größere Orte gibt es direkt am Fluss jedoch nicht. Bei der Siedlung Trom-Agan überqueren Fernstraße und Eisenbahnstrecke Tjumen–Surgut–Nowy Urengoi den Fluss, etwas weiter südöstlich, oberhalb der Einmündung des Agan, die Straße und Bahnstrecke nach Nischnewartowsk.